# Karoline Leavitt
Karoline Claire Leavitt (Atkinson, 24 agosto 1997) è una politica statunitense, 36ª portavoce della Casa Bianca nella seconda amministrazione Trump a partire dal 20 gennaio 2025. È la più giovane addetta stampa nella storia della Casa Bianca.
In precedenza, Leavitt è stata addetta stampa nazionale per la campagna presidenziale di Donald Trump del 2024, assistente e scrittrice presidenziale durante la prima amministrazione Trump e portavoce di MAGA Inc., un Super PAC pro-Trump. Nel 2022 si è candidata alla Camera dei rappresentanti degli Stati Uniti nel 1º distretto del New Hampshire vincendo la nomina repubblicana, per poi perdere alle elezioni generali contro il democratico in carica Chris Pappas.

## Biografia
Karoline Claire Leavitt nasce nel 1997 ad Atkinson, nel New Hampshire, dove cresce in una famiglia di fede cattolica. La sua famiglia possedeva una gelateria e una concessionaria di camion usati a Plaistow, nel New Hampshire. Ha poi frequentato il Saint Anselm College, con una borsa di studio per il softball universitario NCAA Division II. Durante i suoi anni universitari, Leavitt è stata esplicita nel suo sostegno all'amministrazione Trump. I suoi editoriali sul giornale della scuola includono una difesa del bando sui viaggi e una critica ai media. Ha fondato il primo club di radio-TV del college. Mentre era al college, Leavitt ha lavorato presso la televisione locale WMUR-TV.
Si è laureata nel 2019 in comunicazione e scienze politiche. Durante i suoi studi, ha svolto un tirocinio alla Fox News e un altro presso l'Ufficio di corrispondenza presidenziale della Casa Bianca. Dopo la laurea nel 2019 si è unita all'ufficio stampa della Casa Bianca col ruolo di assistente addetta stampa sotto Kayleigh McEnany. Dopo la conclusione della prima amministrazione Trump nel 2021, è stata assunta come direttrice delle comunicazioni della deputata per lo Stato di New York Elise Stefanik.
Nel 2022 ha annunciato che si sarebbe candidata alla Camera dei rappresentanti per il 1º distretto del New Hampshire. Ha condotto una campagna concentrandosi sui valori conservatori, la riduzione delle tasse, il potenziamento delle forze dell'ordine e il diritto al possesso di armi. Le primarie repubblicane hanno attirato ampia attenzione perché i due maggiori candidati (Leavitt e Matt Mowers) erano entrambi stati membri dello staff della precedente amministrazione Trump. Durante la campagna, Leavitt si è contraddistinta per il suo stile sfrontato simile a quello di Trump, e ha guadagnato sostenitori di destra tra cui Lauren Boebert, Ted Cruz e la sua stessa mentore Elise Stefanik. Ha infine vinto la candidatura repubblicana battendo lo sfidante di circa 10 punti. Alle elezioni generali di novembre ha perso contro il deputato democratico in carica, Chris Pappas.
Il 15 novembre 2024 viene scelta dal presidente eletto Donald Trump come sua portavoce della Casa Bianca, carica che assume in concomitanza con l'inizio della seconda presidenza Trump il 20 gennaio 2025.

## Vita privata
Leavitt è sposata con Nicholas Riccio, un imprenditore immobiliare di 32 anni più grande di lei, da cui ha avuto un figlio il 10 luglio 2024. Aveva programmato di andare in congedo di maternità, ma ha dichiarato di aver cambiato idea a seguito dell'attentato a Donald Trump. Sostiene l'istruzione privata e attribuisce alla sua scuola cattolica il merito di averle instillato i valori pro-vita, la disciplina e l'importanza dell'impegno nel settore pubblico.